# Dialecto canario

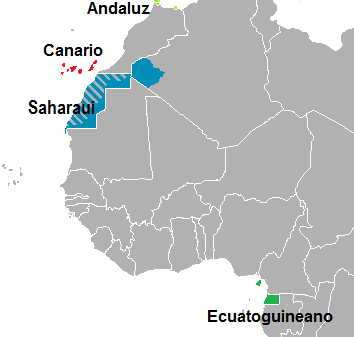
El español en África.

El dialecto canario o habla canaria es la modalidad del español propia y convencional de las islas Canarias (España), utilizada por los aproximadamente dos millones de hablantes del idioma español que habitan dicho archipiélago atlántico. Se trata de una variedad dialectal encuadrada dentro de lo que se ha llamado «modalidad atlántica», similar a las de la América hispanohablante, y también a las del sur de la península ibérica, especialmente Andalucía occidental.
La situación geográfica de Canarias, que ha convertido al archipiélago en un histórico lugar de paso y puente entre culturas, ha motivado la presencia de términos de origen inglés, francés o árabe, así como de procedencia americana. También los aborígenes canarios que poblaron las islas con anterioridad a su conquista dejaron su impronta en el vocabulario isleño.
El dialecto más similar al canario, dado el vínculo histórico entre ambas zonas, es el dialecto caribeño, hablado en Cuba, Puerto Rico, República Dominicana y la costa del mar Caribe, así como en Venezuela, el norte de Colombia y Panamá. Además, léxicamente, el dialecto canario está ampliamente influenciado por el idioma portugués, del que deriva cierta parte de su léxico.

## Origen y desarrollo histórico
El castellano es el idioma que se habla en las islas Canarias después de la conquista por parte de la Corona de Castilla en el siglo XV, un proceso que se inició en 1402 en Lanzarote y finalizó en 1496 con la conquista de Tenerife.
Con anterioridad a la conquista y colonización europeas, las islas estuvieron pobladas por los llamados pueblos aborígenes canarios, que hablaban diversas variedades bereberes, para referirse a las cuales algunos lingüistas utilizan el término bereber insular (o amazigh insular). De estas lenguas derivan algunos términos incorporados a la variedad canaria actual, fundamentalmente referidos al mundo del pastoreo, la flora, la fauna y sobre todo en la toponimia insular.
La primera fase de la conquista fue llevada a cabo por normandos, capitaneados por Juan de Bethencourt, quien a su vez se había hecho vasallo del rey Enrique III de Castilla. De esta presencia normanda se derivan algunos términos de origen francés incorporados al canario. Posteriormente, la Corona castellana se hace cargo de manera directa del proceso de conquista, por lo que las expediciones partieron, principalmente, de puertos de Andalucía, de manera que los andaluces constituyeron una parte importante de los repobladores en las islas; por esta razón la variante meridional del castellano fue la que se implantó en Canarias tras su colonización. La colonización constituye un proceso de aculturación y sustitución lingüística, en virtud del cual las lenguas aborígenes desaparecieron casi por completo del archipiélago en dos o tres siglos[cita requerida], y perduraron solo algunos términos aparte de las referencias que encontramos en fuentes históricas como las crónicas.
También llegó a las islas un importante contingente colonizador procedente de Portugal, que en algunas zonas llegaba a ser superior al castellano y andaluz, especialmente durante el período en que el reino de Portugal estuvo integrado en la llamada Unión ibérica. En el norte de la Isla de La Palma probablemente todavía se hablaba un dialecto insular del portugués o un pidgin a inicios del siglo XX.[cita requerida] El portugués es el idioma que más vocablos ha dejado en la variedad canaria del castellano.
Desde el primer viaje de Cristóbal Colón a América, que zarpó de la isla canaria de La Gomera en 1492, Canarias se convirtió en el lugar de paso entre las dos orillas del Atlántico, por lo que las islas influyeron decisivamente en la formación de algunas variedades del español habladas en América. Es importante recordar la influencia canaria en el desarrollo del español caribeño hablado en Cuba, Puerto Rico, Venezuela y República Dominicana debido a los miles de canarios que emigraron a esos territorios durante la época imperial. Durante este periodo se produjeron importantes fundaciones por parte de canarios en el llamado Nuevo Mundo, como es el caso de Montevideo, en Uruguay, o San Antonio de Texas en los actuales Estados Unidos. En el estado de Luisiana, Estados Unidos, se concentra una colonia de descendientes de emigrantes canarios, isleños que hasta finales del siglo XX contaba con hablantes del canario como lengua vernácula. La emigración de canarios a América continuó con posterioridad a la independencia de las colonias españolas en ese continente, fundamentalmente con destino a Cuba y posteriormente a Venezuela, donde la emigración canaria se produjo hasta épocas muy recientes, los años 70 del siglo XX. Todo esto produjo una huella cultural y lingüística tanto de Canarias sobre dichos países americanos como a la inversa, al volver parte de los canarios.

## Principales rasgos fónicos y gramaticales

### Seseo generalizado
Consiste en pronunciar za-ce/ze-ci/zi-zo-zu de manera idéntica a sa-se-si-so-su. Por ejemplo: el nombre propio Cecilia sonaría idéntico a Sesilia. Se trata de un rasgo fonético que se da en toda Canarias, aunque también en amplias áreas de Andalucía y toda Hispanoamérica. Este seseo es el resultado de cambios fonéticos en las sibilantes del español medio entre los siglos XVI y XVII.

### Aspiración de la «s» al final de sílaba
La «s» se pronuncia como «h» aspirada al final de cada palabra o ante consonante: «Lah mohcah» en vez de «las moscas». Este rasgo fónico es común en la práctica totalidad de los hablantes del dialecto canario, a excepción de la isla de El Hierro, donde se conserva de manera bastante habitual la pronunciación de la «s» al final de sílaba. Este rasgo es común con la mitad Sur de la península ibérica, y con zonas costeras iberoamericanas. En algunas ocasiones o en palabras concretas, como ocurre con «ojos», para facilitar la pronunciación y la identificación del vocablo, la pronunciación de la «s» final de la palabra se solapa a la vocal que inicia la palabra siguiente: se dice «lo'sojoh» por «los ojos» o «mi'sojoh» por «mis ojos», como ocurre en Andalucía. sílabas cerradas.

### Aspiración del sonido «j»
El sonido de «j» (asociado a la grafía <j>, así como a la grafía <g>, seguida de las vocales «e» e «i» («ge», «gi»),) sufre lenición[cita requerida] en la mayor parte de Andalucía y en toda América (donde el fonema se articula como [x] o [ç]). En Canarias dicha lenición puede llegar a ser una simple aspiración [h]. Esta forma «relajada» de pronunciar el fonema «j» contrasta con la pronunciación velar x (a veces marcadamente uvular) que se da en gran parte de la península ibérica.

### Velarizacióndel sonido /n/
Velarización de /n/ final en [ŋ] (con posible nasalización de vocales). Así, la palabra pan se pronuncia como [paŋ] o [pãŋ].

### Uso preferente del pretérito indefinido
Igual que en la mayoría de variantes del español americano, se utiliza generalmente el pretérito indefinido en lugar del pretérito perfecto compuesto en muchos casos donde en español de la península ibérica solo es posible usar el pretérito perfecto:
- Hoy visité a Juan (peninsular: Hoy he visitado a Juan)
- Puse la lavadora a funcionar (peninsular: He puesto la lavadora a funcionar)

Sin embargo, nótese que, al igual que sucede en América, es posible usar el pretérito perfecto, aunque con otro sentido:
- No he desayunado hoy (aunque todavía estoy a tiempo de hacerlo)
- No desayuné hoy (y ya no estoy a tiempo de hacerlo)

Otras formas verbales, como el pretérito anterior y sobre todo la voz pasiva, son prácticamente inexistentes en el habla común, y su uso queda relegado a los escritos formales. Sin embargo, en esto no hay diferencia con la mayoría de dialectos del castellano.

### Uso mayoritario deustedesy sus formas adjuntas en lugar devosotros
Como en el español de América y, de manera mezclada, en el español de Andalucía occidental, en Canarias se utiliza mayoritariamente el pronombre ustedes para la 2.ª persona del plural, sin el contraste con vosotros que es mayoritario en la península ibérica. Así, se dice ustedes están siempre, y no vosotros estáis. Solo en algunas zonas de las islas de El Hierro, La Palma y en La Gomera se utiliza ustedes estáis (la forma mezclada común en Andalucía occidental) por algunas personas, especialmente los mayores. También en La Gomera y en algunas zonas de La Palma se utiliza el «ustedes vos vais» y en las medianías altas del sur de Tenerife. Se usan igualmente en algunas zonas formas arcaicas como «vaivos». Al igual que no se usa vosotros y sus formas verbales, tampoco se dan el pronombre os ni el posesivo vuestro. En su lugar se usan el pronombre les (ejemplo: «Les quiero decir») y el posesivo su(s) (de ustedes); ejemplo: «¿Su casa es esta?» (la de ustedes), y no: «¿Vuestra casa es esta?». Cabe destacar que la influencia de la península ibérica ha aumentado el uso del pronombre vosotros en las últimas décadas.

### Generalización del diminutivo «-ito»
Existe en Canarias un uso particular del diminutivo. Este suele ser acortado, de tal manera que se habla de «cochito» en vez de «cochecito», o de «solito» por «solecito». Aunque esta forma es más común, se usan los dos modos.

### Pronunciación del dígrafo «ch»
Algunos autores han señalado que la «ch» de algunos hablantes de Canarias es una oclusiva palatal sorda, en lugar de una africada postalveolar sorda (que es la pronunciación en la península).
Los hablantes peninsulares la perciben en ocasiones cercana a una «ŷ» («muŷaŷo» o «mutxatxo» en lugar de «muchacho») aunque este equívoco no se produce entre hablantes del dialecto canario. Esto se debe a que, efectivamente, la diferenciación es mayor en el español peninsular que en el de las islas, pero nunca en el isleño llega a ser una «y» del todo. Esta pronunciación también se halla en Extremadura, en áreas rurales de la provincia de Sevilla, y en el Caribe.

### Pronunciación de la «h» inicial
El habla canaria conserva en unas pocas palabras la aspiración de la <f-> inicial latina, que se mantiene en español medieval y aún en muchas variedades modernas de Andalucía occidental y central y de Extremadura, con pronunciación de consonante fricativa glotal («h» aspirada), similar a la «j» de muchas variantes del castellano. Por ejemplo: jediondo en vez de «hediondo», jinojo en vez de «hinojo» o jarto en vez de «harto».

### Otros
- La sorderización de las oclusivas palatales sonoras (/ɟ/), esto es, su vuelta a una oclusiva palatal sorda (/c/, /ʧ/), suele ser frecuente, especialmente en el adapte de palabras extranjeras, como "Choni" (del inglés Johnny).[cita requerida]
- La entonación se caracteriza por ser muy melódica y variada, con una gran cantidad de tonos diferentes y una cadencia rítmica muy marcada. En las preguntas, se puede observar una entonación ascendente, aunque también puede haber una entonación descendente en algunas variantes. En general, el español canario también se caracteriza por una pronunciación clara y distinta de las consonantes y una diferencia muy marcada entre las vocales abiertas y cerradas.

## El léxico canario
El habla canaria incluye gran cantidad de voces propias, los llamados «canarismos», que forman el léxico canario. Estas, por su origen y naturaleza, pueden ser encuadrados en tres grandes grupos, dependiendo si proceden del español actual y sus dialectos, del castellano antiguo o si, finalmente, proceden de idiomas distintos al castellano. Así, las voces «formadas» en Canarias a partir de otras palabras del idioma español, la cercana influencia del portugués, o los muchos términos llegados a Canarias de variantes dialectales como la del español de América, resultado de los vínculos históricos entre ambas orillas del Atlántico. Así pues, el léxico canario es el reflejo de siglos de historia isleña, de mestizaje cultural y de adaptación del idioma a las singulares condiciones que se daban en las islas.

### Canarismos procedentes del español y sus dialectos
Se encuadran aquí las voces canarias que proceden de la propia lengua hispánica o de sus dialectos. En este grupo habría que distinguir entre los canarismos procedentes de algún dialecto del español y aquellos que derivan de una voz panhispánica, pero que en Canarias han sufrido algún proceso lingüístico (derivación, simplificación, cambio formal, desplazamiento metonímico, etc), dando origen a una voz nueva o modificada. Así, el vocablo «alegar» significa en castellano aducir méritos para fundamentar alguna petición, mientras en Canarias se emplea como sinónimo de conversar. También existen canarismos formados por derivación de vocablos del español general, como «bizcochón» (torta cilíndrica elaborada a base de huevos, harina y azúcar), o «fragilón» (estúpido, presumido, vanidoso), que proceden de los términos panhispánicos «bizcocho» y «frágil», respectivamente, a los que se les ha añadido en Canarias el sufijo «-on».
Por su parte, entre los canarismos procedentes de formas dialectales del castellano destacan:
- Canarismos de origen americano: Proceden fundamentalmente del área del Caribe (Venezuela, Cuba, Puerto Rico, República Dominicana) y fueron introducidos en Canarias como consecuencia del nexo emigratorio que durante siglos unió a las islas con América. Son términos vinculados a cualquier ámbito de la cultura tradicional isleña y tienen mayor arraigo en las islas occidentales que en las orientales, por la vinculación más continuada de aquellas con el Nuevo Mundo. Ejemplos de ello son los vocablos:
  - «guagua» (autobús) o fotingo (coche destartalado).
  - «papaya»[5]
  - «tunera»[5]

Otras palabras, su origen es indeterminado, posiblemente ingeniado en el propio lugar. Por ejemplo, pollaboba, es un caso especial, porque pasó de ser insulto (con un significado peyorativo similar a impotente o célibe) a ser incluso usado en el habla común, perdiendo a veces el significado inicial.
- Canarismos de origen andaluz: Se trata de un grupo de voces introducidas por los andaluces desde los inicios de la repoblación del archipiélago. Ejemplos de andalucismos en el habla canaria son:
  - «embelesar» (adormecer)
  - «bocinegro» (especie de pagel)
  - «chocho» (Lupinus albus)[5]

### Canarismos procedentes del castellano antiguo o arcaísmos
Encuadrados dentro de las palabras de origen hispánico, la singularidad de los arcaísmos radica en que proceden de voces castellanas antiguas, extintas en otras zonas de habla hispana, y conservadas en Canarias por particularidades culturales y geográficas de las islas, como el aislamiento de las mismas respecto a las áreas donde se imponía la norma estándar. Fueron introducidas de manera inmediata a la conquista de Canarias y han permanecido a pesar de haber dejado de formar parte del español normativo, muchas de ellas también se conservan en América por lo que su origen suele ser discutido.
Ejemplos de ello son:
- «bezo» (labio)
- «falcón» (halcón)[6]

### Canarismos procedentes de idiomas distintos al español
Son palabras procedentes de otras lenguas y que, por lo tanto, se españolizaron para adaptarse lingüísticamente a formar parte del habla canaria. Además, la presencia de estos términos en el dialecto canario remite a contextos históricos diversos, dando muestra de los contactos y las situaciones culturales vividas por el pueblo canario durante siglos. Se pueden distinguir cinco grandes grupos:
- Canarismos de procedencia aborigen: Se trata de una serie de términos de origen guanche que subsisten. 
  - Vinculados a la fauna: perenquén, guirre.
  - A la flora: chajorra, tabaiba, tajinaste, mol, calcosa, cárisco, irama.
  - A la actividad ganadera: baifo, jaira, gambuesa.
  - A actividades o productos vinculados a la cultura indígena: gofio, tagoror, mencey.

Además, la toponimia canaria está llena de palabras de origen guanche (Tacoronte, Guayadeque, Tuineje), y nombres propios (Idaira, Dailos, Yeray, Zebenzuí, Yenedey, Yaiza, Echedey, Tinguaro, Beneharo, Cathaysa, Rayco, Ithaysa, Agoney, Ayoze, Jonay, Gara, Acorán, Guacimara).
- Canarismos de origen portugués: El luso es el idioma extranjero que más voces ha proporcionado al español hablado en Canarias, debido a la ingente masa de portugueses que se estableció en las islas durante los siglos XV, XVI y XVII. Se trata de una gran cantidad de palabras de todas las categorías gramaticales y vinculadas a la mayor parte de las esferas de la vida, 
  - Vinculados a la agricultura («millo», maíz; «batata», boniato; «apañar papas», del portugués apanhar, coger papas) y a la ganadería (términos como «bosta», excremento del ganado).
  - Al mar y la pesca: como «cambullón», compra, venta y cambio a bordo de navíos, de cambulhão, 'conjunto de cosas, ristra';[7] «margullar» nadar bajo el agua o «burgao» pequeño caracol de mar, «engodar» atraer a los peces echándoles cebo, «cardume» banco pequeño de peces, «pardela» ave marina, «liña» cordel usado para pescar y los ictiónimos «caboso», «bicuda» y «quelme». También «furnia» del portugués furna, caverna marina.
  - Al ámbito del hogar, palabras como «gaveta», cajón corredizo de los muebles; «fechar», cerrar en portugués; «fechillo», pestillo;  «fechadura», cerradura, «fonil» (embudo), funil en portugués; «traza» (polilla), traça en portugués; «trancar», atrancar en el castellano de la península.
  - Al ámbito personal, vocablos como «petudo», del portugués peitudo (de pecho grande), pero que en Canarias toma el significado de jorobado; «jeito», movimiento, habilidad; «largo», con sentido de ancho u holgado; «cañoto», del portugués canhoto, zurdo.
  - Numerosos árboles y plantas del bosque de laurisilva tienen en sus nombres evidentes raíces portuguesas: viñátigo, acebiño, faya, sanguino, follado, aderno, coderno, malfurada, gibalbera, til o tilo, norza, pampillo, sao... Esto se debe a que la laurisilva de Canarias y la de Madeira comparten muchas especies, y otras muchas presentan grandes similitudes. En ocasiones podemos encontrarnos con que una palabra que en portugués describe una planta en Canarias describe otra similar o de la misma familia. Un caso particular es el de la palabra loro, que se usa en Canarias para designar al laurel (Laurus azorica) pero que en portugués hace referencia a Prunus lusitanica, que también existe en Canarias y se conoce como hija.[5]
  - También son tomados del portugués el sufijo -ero en el nombre de las plantas, en lugar del castellano -o (naranjero en lugar de naranjo, almendrero en lugar de almendro, castañero en lugar de castaño),[5] y el sufijo -ento, que aporta el significado de «en abundancia» (por ejemplo se usa «aguachento» para decir que una fruta ha perdido el sabor por tener un exceso de agua, o que un potaje tiene una consistencia demasiado caldosa).[8]
  - La sustitución de la preposición hacia por para: (Voy para allá)[8]
  - La sustitución de locuciones prepositivas por adverbios de lugar («arriba» en lugar de encima, «atrás» en lugar de detrás)[8]
  - Otras palabras y expresiones: «rente» (a ras), «de cangallas» (patas arriba), «escarrancharse» (abrirse de piernas excesivamente), atillo (cordel), «pegar a» (empezar a), «en peso» (en su totalidad o conjunto),[8] «magua» (añoranza), «amularse» (enfadarse), «jeitoso» (habilidoso), «agonía» (náusea), «arrullar» (mecer), «fañoso» (que habla con resonancia nasal debido a alguna enfermedad respiratoria pasajera), «picar el ojo» (guiñar un ojo).[9]
- Canarismos de procedencia inglesa: Se trata seguramente de las voces más recientemente incorporadas desde otros idiomas al habla canaria, resultado de los vínculos comerciales con Inglaterra y el establecimiento de negociantes británicos en las islas, sobre todo en los siglos: XVIII, XIX y XX. Y de los más discutidos sobre su procedencia.
  - Términos como «queque» (dulce elaborado al horno a base de huevos, azúcar, pasas y otros ingredientes, del inglés cake), «quinegua» (tipo de papa, del inglés King Edward) o «naife» (nombre del cuchillo canario típico usado en el cultivo del plátano, proviene de la palabra inglesa knife), «pulover» (proviene de pull over) «suéter» (proviene de sweater), o «jersey».
  - Términos de marcas como «flis» (a partir de la marca comercial Flit, para hacer referencia a un aerosol o spray),[7][10] «flash» (polo envuelto en plástico, proviene de flash (relámpago) que era su marca comercial).
  - Términos compuestos en su origen que en el dialecto canario han pasado a ser una sola palabra como el término «guachinche» (bodega que sirve comidas) que parece derivar de la expresión inglesa I'm watching you, (¡te estoy vigilando!), que parecía que le decían los británicos a los canarios para asegurarse que les servían vino de sus propias viñas. [cita requerida]
  - Términos como «chercha/e» (lugar desordenado, sucio, pocilga). Su origen se sitúa en el vocablo inglés church (iglesia) y en referencia al cementerio donde se enterraba a los no católicos.
  - Y otros no solo típicos en Canarias como «tenis» (del inglés tennis shoes para zapatillas deportivas, cualesquiera), «ticket» o «parking» (palabras añadidas antes que al español general).

- Canarismos de procedencia francesa: Del francés hablado por los primeros conquistadores normandos se ha conservado un reducido número de palabras, con un valor más bien testimonial. Ejemplos de ello son los términos:
  - «malpaís» (terreno improductivo, en Canarias usado para designar a los campos de lava, parece proceder del francés antiguo male pays)
  - «cardón» (tipo de planta autóctona, que podría proceder del francés chardon, planta con espinas)
  - «guata» (lámina de algodón, proviene de ouate)
  - «creyón» (lápiz de color, proviene de crayon).[10]

Aunque en desuso actualmente, en la isla de El Hierro se suele decir «o» (où, en francés) en lugar de «dónde está», «¿o las llaves?» (¿dónde están las llaves?)
- Canarismos de procedencia árabe: Del contacto con el África continental ha llegado a Canarias un reducido número de arabismos, relacionados con el mundo del camello («majalulo», cría del camello) y otras relacionadas con el ámbito familiar, introducidas por los pescadores canarios del banco pesquero canario-sahariano y por los emigrantes retornados desde el Sáhara Occidental tras su descolonización. Se trata de términos como «guayete» (niño) o «jaique» (vestido mal hecho y poco ceñido).

También existen numerosas palabras de origen árabe para designar diferentes plantas (aciba, ahulaga, albohol, alcatripa, algafita, algahuero, almácigo, alpispillo, almulei, bahaza, orijama, tarahal, aliacán...). Estas voces han podido llegar directamente del norte de África favorecido por la presencia de muchas plantas comunes, o bien han podido naturalizarse primero en la península y luego venir a Canarias (este parece ser el caso de las palabras ahulaga y tarahal), por lo que están también enraizadas en el castellano peninsular.
- Canarismos de origen catalán:
  - «alfábega» (es un arabismo que solo se conserva en Cataluña y Canarias, donde también se usa el castellano albahaca, que también es de origen árabe)[5]
  - «seba» (en catalán significa cebolla, pero en Canarias se usa para designar a la planta marina cuyas hojas recuerdan a las de estas)[5]
  - «lletera» (deriva del catalán llet que significa leche, y se usa para nombrar algunas especies del género Euphorbia.[5]  Esta voz también se encuentra en el habla valenciana[6])
  - «tonina» (Se denomina así al atún Thunnus thynnus y en ocasiones también a los delfines, ha dado lugar a la expresión «Estar gordo como una tonina»)[6]
  - «bufo» (pedo, en catalán se usa en femenino)[6]
- Canarismos de origen vasco:
  - «asquí» (se llama así a la gramínea Cynodon dactilon, denominada aski en la lengua vasca)[5]
- Canarismos de procedencia mozárabe: es curioso resaltar que en Canarias se conservan algunas voces provenientes del idioma mozárabe, que en su mayor parte aún perviven en la península pero con un arraigo popular mucho menor que el que mantienen en las islas. Son ejemplos los nombres de las plantas carrizo, bledo o pino tea (designa a los pinos canarios de más edad y corpulencia, en la península designaba al pino rodeno, aunque ha caído en desuso).[5]